# Valutazione di incidenza ambientale
La valutazione di incidenza ambientale (in acronimo VINCA o VI) è un atto previsto dal diritto dell'Unione Europea che ha lo scopo di accertare preventivamente se determinati progetti possano avere incidenza significativa sui Siti di Importanza Comunitari (SIC), sulle Zone Speciali di Conservazione e sulle Zone di Protezione Speciale (ZPS).

## Descrizione
Tale procedura è stata introdotta dall'articolo 6, comma 3, della Direttiva 92/43/CEE "Habitat" con lo scopo di salvaguardare l'integrità dei siti attraverso l'esame delle interferenze di piani e progetti non direttamente connessi alla conservazione degli habitat e delle specie per cui essi sono stati individuati, ma in grado di condizionarne l'equilibrio ambientale. In Italia la valutazione di incidenza ambientale è introdotta dall'art. 5 D.P.R. n. 357/97.
I proponenti di piani territoriali, urbanistici e di settore, ivi compresi i piani agricoli e faunistico-venatori e le loro varianti, sono obbligati a predisporre uno studio (relazione con elaborati grafici) per individuare e valutare gli effetti che il piano/progetto/intervento può avere sul sito, tenuto conto degli obiettivi di conservazione del medesimo, ovvero modifiche al progetto stesso, fino alla scelta di non operare o prevedere interventi a compensazione, se l'intervento è indispensabile nel quadro strategico.
Elemento centrale della procedura è la Valutazione propriamente associata dell’intervento alla trasformazione sulla base delle diverse soluzioni alternative. Data l'importanza  dell'individuazione della soluzione in termini di minore significatività di incidenza, l'aspetto rilevante è l'apporto progettuale (disegno di trasformazione) al contesto di riferimento (Valutazione data dall'insieme dell'azione, progetto e analisi nelle diverse fasi: pre, in itinere, post).
Gli atti di pianificazione territoriale da sottoporre alla valutazione di incidenza sono presentati, nel caso di piani di rilevanza nazionale, al Ministero dell'ambiente e della sicurezza energetica e, nel caso di piani di rilevanza regionale, interregionale, provinciale e comunale, alle regioni e alle province autonome competenti. Le modalità di presentazione degli studi e la valutazione di incidenza dei piani, progetti e degli interventi sono stabilite dalle autorità competenti (Regioni e le province autonome, o enti delegati).
I proponenti di interventi (progetti) non direttamente connessi e necessari al mantenimento in uno stato di conservazione soddisfacente delle specie e degli habitat presenti nel sito, ma che possono avere incidenze significative sul sito stesso, singolarmente o congiuntamente ad altri interventi, presentano, ai fini della valutazione di incidenza, uno studio (progetto) volto ad individuare e valutare i principali effetti che detti interventi possono avere sul proposto sito di importanza comunitaria, sul sito di importanza comunitaria o sulla zona speciale di conservazione, tenuto conto degli obiettivi di conservazione dei medesimi.